# National Division One 1987-1988
National Division One 1987-88 fu il 1º campionato nazionale inglese di rugby a 15 di prima divisione.
Si tenne dal 5 settembre 1987 al 30 aprile 1988 tra 12 squadre, che si incontrarono a girone unico ma con un calendario irregolare; la Rugby Football Union, infatti, sulla scia del deludente risultato inglese alla Coppa del Mondo 1987 in Nuova Zelanda con eliminazione ai quarti di finale, decise di varare una competizione di club che garantisse competitività ai propri giocatori, ma il calendario fu deciso dalle stesse squadre e si dipanò su 27 fine settimana tra settembre e aprile: in alcuni casi, addirittura, le partite di coppa d'Inghilterra furono usate come valide anche per la classifica (per esempio la finale tra Bristol e Harlequins fu inserita nel calendario del campionato).
Per quanto riguarda il punteggio per ogni partita, furono previsti 4 punti per la vittoria, 2 per il pari e uno per la sconfitta.
Il campionato fu noto come Courage Clubs' Championship Division One a seguito di accordo di naming con il birrificio inglese John Courage, che sponsorizzò anche la seconda e terza divisione del neoistituito torneo.
Inoltre la distilleria Justerini & Brooks mise in palio, per ogni incontro, una bottiglia del proprio migliore whisky J&B riservata al giocatore che marcasse un hat trick (tre mete); per la stessa prestazione il fornitore d'equipaggiamenti sportivi avrebbe donato un pallone di rugby da quattro stagioni del valore di 45 £ alla squadra del giocatore.
La vittoria finale andò al Leicester, primo campione della competizione, che superò la londinese Wasps; in fondo alla classifica Waterloo si salvò all'ultima giornata condannando alla retrocessione Coventry che accompagnò Sale Sharks, ultimo a zero vittorie.
Il valore delle marcature, come stabilito dall’IRFB nel 1977, era: 4 punti per ciascuna meta (6 se trasformata), 3 punti per la realizzazione di ciascun calcio piazzato, idem per il drop.

## Squadre partecipanti
- Bath
- Bristol
- Coventry
- Gloucester
- Harlequins (Londra)
- Leicester
- Moseley (Birmingham)
- Nottingham
- Orrell (Wigan)
- Sale Sharks
- Wasps (Londra)
- Waterloo (Sefton)

### Risultati
| Data       | Incontro                 | Risultato |
| ---------- | ------------------------ | --------- |
| 5-9-1987   | Nottingham – Moseley     | 21-12     |
|            |                          |           |
|            |                          |           |
|            |                          |           |
| Data       | Incontro                 | Risultato |
| 26-9-1987  | Bristol – Gloucester     | 15-21     |
| 26-9-1987  | Coventry – Sale          | 24-19     |
| 26-9-1987  | Nottingham – Orrell      | 12-12     |
|            |                          |           |
| Data       | Incontro                 | Risultato |
| 17-10-1987 | Bath – Bristol           | 5-9       |
| 17-10-1987 | Waterloo – Nottingham    | 10-9      |
|            |                          |           |
|            |                          |           |
| Data       | Incontro                 | Risultato |
| 7-11-1987  | Orrell – Sale Sharks     | 19-0      |
|            |                          |           |
|            |                          |           |
|            |                          |           |
| Data       | Incontro                 | Risultato |
| 28-11-1987 | Moseley – Leicester      | 3-21      |
| 28-11-1987 | Wasps – Nottingham       | 17-9      |
|            |                          |           |
|            |                          |           |
| Data       | Incontro                 | Risultato |
| 19-12-1987 | Leicester – Bristol      | 15-10     |
|            |                          |           |
|            |                          |           |
|            |                          |           |
| Data       | Incontro                 | Risultato |
| 4-3-1988   | Moseley – Harlequins     | 11-32     |
|            | –                        |           |
|            | –                        |           |
|            |                          |           |
| Data       | Incontro                 | Risultato |
| 26-3-1988  | Bath – Orrell            | 23-18     |
| 26-3-1988  | Leicester – Sale Sharks  | 42-15     |
|            |                          |           |
|            |                          |           |
| Data       | Incontro                 | Risultato |
| 16-4-1988  | Gloucester – Sale Sharks | 61-7      |
| 16-4-1988  | Orrell – Waterloo        | 30-6      |
|            | –                        |           |
|            |                          |           |

| Data       | Incontro                 | Risultato |
| ---------- | ------------------------ | --------- |
| 12-9-1987  | Gloucester – Coventry    | 39-3      |
| 12-9-1987  | Leicester – Bath         | 24-13     |
|            |                          |           |
|            |                          |           |
| Data       | Incontro                 | Risultato |
| 3-10-1987  | Leicester – Coventry     | 32-16     |
| 3-10-1987  | Sale Sharks – Moseley    | 15-19     |
|            |                          |           |
|            |                          |           |
| Data       | Incontro                 | Risultato |
| 24-10-1987 | Bristol – Sale Sharks    | 37-3      |
| 24-10-1987 | Moseley – Coventry       | 26-3      |
| 24-10-1987 | Gloucester – Nottingham  | 17-9      |
|            |                          |           |
| Data       | Incontro                 | Risultato |
| 14-11-1987 | Nottingham – Leicester   | 13-22     |
| 14-11-1987 | Orrell – Bristol         | 13-25     |
| 14-11-1987 | Wasps – Bath             | 19-15     |
|            |                          |           |
| Data       | Incontro                 | Risultato |
| 5-12-1987  | Leicester – Gloucester   | 19-12     |
|            |                          |           |
|            |                          |           |
|            |                          |           |
| Data       | Incontro                 | Risultato |
| 2-1-1988   | Wasps – Harlequins       | 17-15     |
| 2-1-1988   | Waterloo – Sale Sharks   | 29-13     |
|            |                          |           |
|            |                          |           |
| Data       | Incontro                 | Risultato |
| 11-3-1988  | Sale Sharks – Wasps      | 6-14      |
|            |                          |           |
|            |                          |           |
|            |                          |           |
| Data       | Incontro                 | Risultato |
| 2-4-1988   | Waterloo – Wasps         | 13-22     |
|            |                          |           |
|            |                          |           |
|            |                          |           |
| Data       | Incontro                 | Risultato |
| 23-4-1988  | Coventry – Bristol       | 25-3      |
| 23-4-1988  | Harlequins – Sale Sharks | 66-0      |
| 23-4-1988  | Wasps – Orrell           | 23-15     |
|            |                          |           |

| Data       | Incontro                | Risultato |
| ---------- | ----------------------- | --------- |
| 19-9-1987  | Bath – Moseley          | 14-0      |
|            |                         |           |
|            |                         |           |
|            |                         |           |
| Data       | Incontro                | Risultato |
| 10-10-1987 | Bristol – Wasps         | 12-12     |
| 10-10-1987 | Moseley – Orrell        | 28-10     |
| 10-10-1987 | Nottingham – Bath       | 25-15     |
|            |                         |           |
| Data       | Incontro                | Risultato |
| 31-10-1987 | Nottingham – Bristol    | 3-16      |
| 31-10-1987 | Waterloo – Gloucester   | 16-6      |
|            |                         |           |
|            |                         |           |
| Data       | Incontro                | Risultato |
| 21-11-1987 | Coventry – Bath         | 9-9       |
| 21-11-1987 | Harlequins – Gloucester | 9-9       |
| 21-11-1987 | Leicester – Wasps       | 12-9      |
|            |                         |           |
| Data       | Incontro                | Risultato |
| 12-12-1987 | Bath – Waterloo         | 10-17     |
| 12-12-1987 | Bristol – Moseley       | 21-10     |
|            |                         |           |
|            |                         |           |
| Data       | Incontro                | Risultato |
| 21-2-1988  | Orrell – Leicester      | 30-8      |
|            |                         |           |
|            |                         |           |
|            |                         |           |
| Data       | Incontro                | Risultato |
| 19-3-1988  | Coventry – Harlequins   | 12-15     |
| 19-3-1988  | Orrell – Gloucester     | 9-13      |
|            |                         |           |
|            |                         |           |
| Data       | Incontro                | Risultato |
| 9-4-1988   | Bath – Harlequins       | 21-9      |
|            |                         |           |
|            |                         |           |
|            |                         |           |
| Data       | Incontro                | Risultato |
| 30-4-1988  | Coventry – Orrell       | 11-34     |
| 30-4-1988  | Sale Sharks – Bath      | 17-46     |
| 30-4-1988  | Bristol – Harlequins    | 22-28     |
|            |                         |           |

## Classifica
| Pos | Squadra     | G  | V | N | P  | PF  | PS  | DP   | Pt |
| --- | ----------- | -- | - | - | -- | --- | --- | ---- | -- |
| 1   | Leicester   | 10 | 9 | 0 | 1  | 225 | 133 | +92  | 37 |
| 2   | Wasps       | 11 | 8 | 1 | 2  | 218 | 136 | +82  | 36 |
| 3   | Harlequins  | 11 | 6 | 1 | 4  | 261 | 128 | +133 | 30 |
| 4   | Bath        | 11 | 6 | 1 | 4  | 197 | 156 | +41  | 30 |
| 5   | Gloucester  | 10 | 6 | 1 | 3  | 206 | 121 | +85  | 29 |
| 6   | Orrell      | 11 | 5 | 1 | 5  | 192 | 153 | +39  | 27 |
| 7   | Moseley     | 11 | 5 | 0 | 6  | 167 | 170 | −3   | 26 |
| 8   | Nottingham  | 11 | 4 | 1 | 6  | 146 | 170 | −24  | 24 |
| 9   | Bristol     | 10 | 4 | 1 | 5  | 171 | 145 | +26  | 23 |
| 10  | Waterloo    | 10 | 4 | 0 | 6  | 123 | 208 | −85  | 22 |
| 11  | Coventry    | 11 | 3 | 1 | 7  | 139 | 246 | −107 | 21 |
| 12  | Sale Sharks | 11 | 0 | 0 | 11 | 95  | 374 | −279 | 11 |

## Verdetti
- Leicester: Campione d'Inghilterra
- Coventry, Sale Sharks: retrocesse in National Division Two 1988-89